# Copenhagen Carnival
Copenhagen Carnival (tidligere Karneval i København) er en begivenhed der bliver afholdt hvert år i maj eller juni i København. Karnevalet blev første gang afholdt i 1982 med temaet "Gaden er scenen og du er gøgleren", den gang af foreningen "Karneval i maj" (KIM).
Arrangementet blev herefter overtaget af Landsforeningen Karneval i København (KIK), der arrangerede karnevallet indtil 2007.
I 2008 blev 'Fonden Copenhagen Carnival' stiftet og overtog herefter driften af det årlige karneval under navnet 'Copenhagen Carnival'

## Starten af Karnevallet i 1982
Karneval i Maj blev startet af den herboende engelske kunstmaler John Little i 1981. Han havde oplevet karnevallet i Vestindien og var imponeret af den livsglæde og fantasi, det var udtryk for. I Danmark fik John startet Karneval i Maj, (KIM) som gruppen hed, fik et lille kontor i Krystalgade for at rejse penge, lave PR og starte lokalgrupper, hvor der blev undervist i samba af Simba, en karnevallet første danser.
PR-indsatsen var bl.a. små lokale optog, fx til fodboldkamp i Idrætsparken og rundt i gaderne samt en bearbejdelse af presse. Billedkunstneren Anni Hedvard lavede plakaten.
PR-gruppen sagde, de forventede 200.000 deltagere til karnevalet i pinsen 1982 og det stod i alle overskrifter. Da vejret var godt blev karnevallet en kæmpe succes. Bortset fra oprydningen, der kom til at koste byen en formue, bl.a. grundet de mange knuste flasker, der var blevet brugt til at slå rytmen med.
Man havde ellers søgt at sikre økonomien ved at arrangere nattefester i Forum og i Arbejdernes Forsamlingsbygning, senere Arbejdermuseet, i Rømersgade. Karneval I Maj fik PH-prisen i 1982.
Året efter blev der indkøbt store mængder billige rytmeinstrumenter, bl.a. i Brasilien, hvortil inderkredsen i Karnevalskomiteen havde fået sponsoreret flybilletter for at hente inspiration, tage billeder, lave film og købe ind i samarbejde med bl.a. Magasin og det brasilianske luftfartselskab VARIG, der fløj de anseelige indkøb hjem ganske gratis.
En del af karnevalsmagerne var på et kort besøg hos det caribiske karneval i Notting Hill i London. Her blev lavet aftaler med bl.a. steelpan bandet London All Stars. De blev et hit under karnevalet i 1983, hvor deres rullende float med steelpans blev skubbet rundt i gaderne af et begejstret publikum.
Desværre endte også karnevallet de følgende år med store underskud og gik efter nogle år neden om og hjem efter Karneval i 1993.
Året efter i 1994 tog nye folk over og dannede Landsforeningen KIK (Karneval i København), der var en paraplyorganisation for sambaskoler, karnevalsgrupper, sceneorkestre, gøglertrupper og andre grupperinger og foreninger, der beskæftiger sig med folkekultur i Danmark.
Landsforeningen Karneval i København havde imidlertid vanskeligt ved at få økonomien til at hænge sammen og måtte, op til karnevallet 2008, kaste håndklædet i ringen.

## Copenhagen Carnival og Fonden Copenhagen Carnival
Længe så det ud til, at der ikke ville blive afholdt karneval i 2008, men de københavnske sambaskoler indgik et samarbejde og hyrede en professionel ledelse, med Morten Sørensen i spidsen, til at drive karnevallet.
Denne beslutning viste sig at få afgørende betydning for afholdelsen af det københavnske karneval. For første gang i en årrække kom karnevallet ud med et overskud, på trods af at den nye ledelse havde haft mindre end to måneder til at få alt på plads.
Det flotte resultat skabte optimisme i karnevalsmiljøet, og for at sikre kontinuitet i afholdelsen af de årlige karneval i København, besluttede man sig efterfølgende for at stifte Fonden Copenhagen Carnival, der fremover vil afholde det københavnske karneval under navnet Copenhagen Carnival.
Fonden Copenhagen Carnival arbejder desuden på at udbrede kendskabet til musik og kultur fra alle verdens lande via diverse musikalske og kulturelle arrangementer – dog med speciel fokus på Brasilien og samba.
Fonden Copenhagen Carnival måtte dog i 2011 også smide håndklædet i ringen
Siden da er der oprettet en ny forening der fører Karnevallet videre.

## Børnekarneval
Børnekarnevallet lå i starten 2. pinsedag i Kongens Have, men blev flyttet, da der kom en ny bevilingsholder i Konges have. Børnekarneval er rykket ud til Fælleparken, hvor der nu er workshops, legeområder m.v. lørdag og søndag frem til kl 18.00. Fredag er der institutionskarneval ligeles med workshops og børneoptræden på scenerne.

## Største festival for verdensmusik
Gennem tiden har karnevalet udviklet sig til at være Danmarks største festival for verdensmusik. Over 100 orkestre, grupper og solister stiller hvert år op for at bidrage til festlighederne. Arrangementet er gratis for alle, og der kan opleves musik fra en række forskellige scener i Fælledparken henover pinsen. Desuden byder pinselørdag stadig på det store traditionsrige optog der går gennem Strøget og ender på Rådhuspladsen.
I 2006 gik Morten Lindberg (Master Fatman) ind i arbejdet med karnevalet, da han blev protektor for arrangementet.

## Galleri
- Sambaskolen Bafo do Mundo i 2005
- Scene fra karnevallet i 2009
- Trommere fra optoget i 2011
- Danser fra karnevallet i 2011